# Narancsvörös álrókagomba
A narancsvörös álrókagomba (Hygrophoropsis aurantiaca) a Hygrophoropsidaceae családba tartozó, világszerte elterjedt, lombos- és tűlevelű erdőkben élő, fogyasztásra nem javasolt gombafaj. Egyéb elnevezései: narancssárga álrókagomba, narancsszínű tölcsérgomba, narancsvörös tölcsérgomba.

## Megjelenése
A narancsszínű selyemgomba kalapja 4-8 cm széles, alakja kezdetben domború majd hamar laposan vagy sekély tölcséresen kiterül. Széle sokáig  begöngyölt, sokszor szabálytalanul hullámos. Felszíne száraz, nagyon finoman bársonyos. Színe a halványsárgától az élénk narancsszínűig változhat; idősen inkább barnássárga. Közepe barnább, széle élénkebb lehet.   
Húsa vékony, puha, színe fehéres vagy halvány narancssárga. Íze és szaga nem jellegzetes. 
Lemezei sűrűn állók, többszörösen villásan elágazók, mélyen lefutók. Színük élénk vagy halványabb narancsvörös.
Tönkje 2-5 cm magas  és 0,5-1 cm vastag. Nagyjából egyenletesen hengeres, néha görbülhet és olykor kissé excentrikus lehet az állása. Felülete sima vagy nagyon finoman bársonyos. Színe a kalapéval egyezik, de lehet sötétebb vagy világosabb árnyalatú is. Tövénél fehér micéliumfonadék található.  
Spórapora fehér. Spórája ellipszis alakú, sima, mérete 5-7 x 3-4 µm. 

### Hasonló fajok
A hasonló élőhelyű, ehető sárga rókagombával lehet összetéveszteni, de annak nem lemezei, hanem inkább sűrű erezete van.

## Elterjedése és termőhelye
Az Antarktisz kivételével valamennyi kontinensen megtalálható. Magyarországon nem ritka.
Lomberdőkben és fenyvesekben él, ahol a talajban lévő vagy földre hullott szerves anyagokat bontja. Szeptember-októberben terem. 
Egyes források szerint ehető, de nem jóízű; mások szerint enyhén mérgező és emésztőszervi panaszokat okoz. Fogyasztása nem ajánlott.   

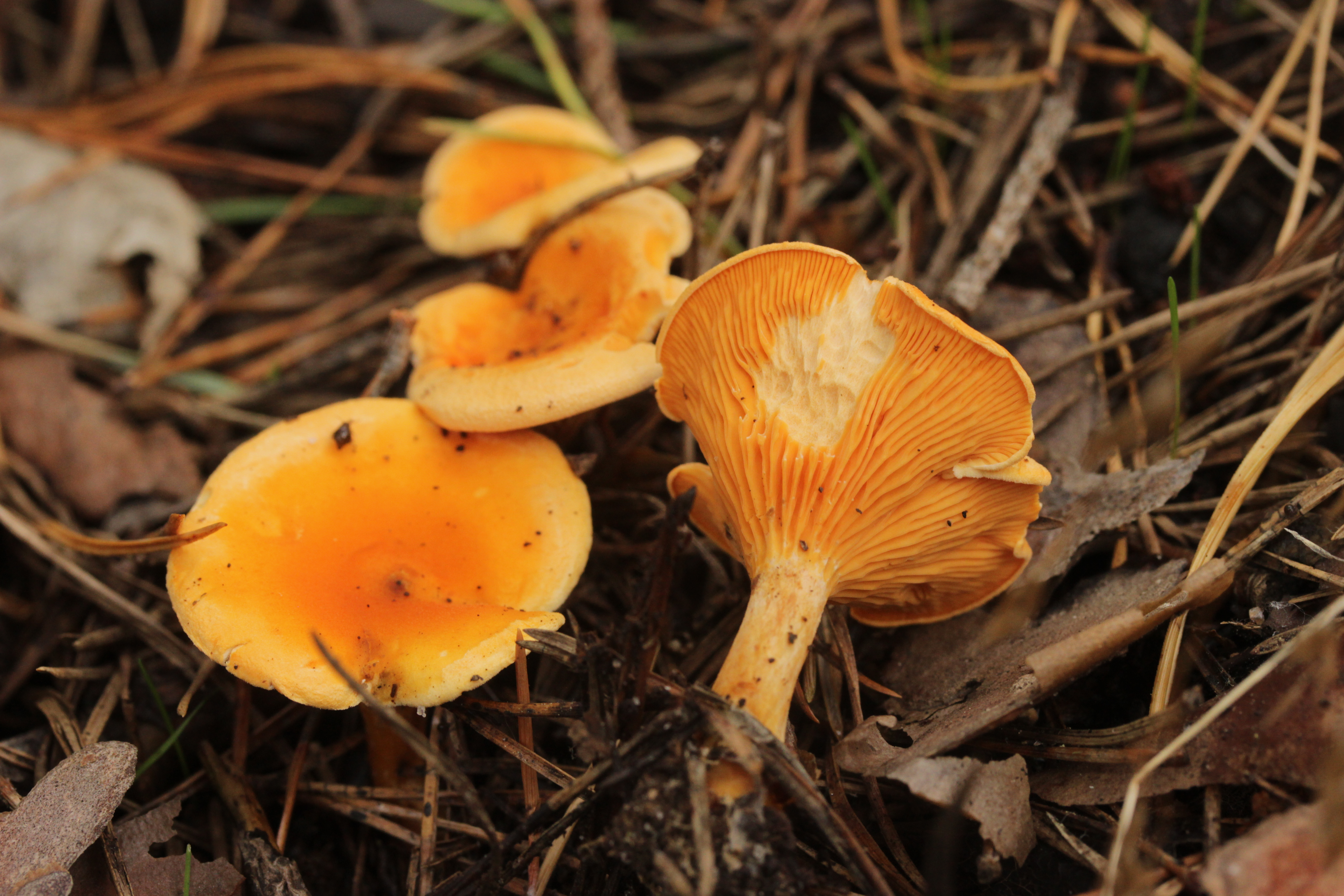
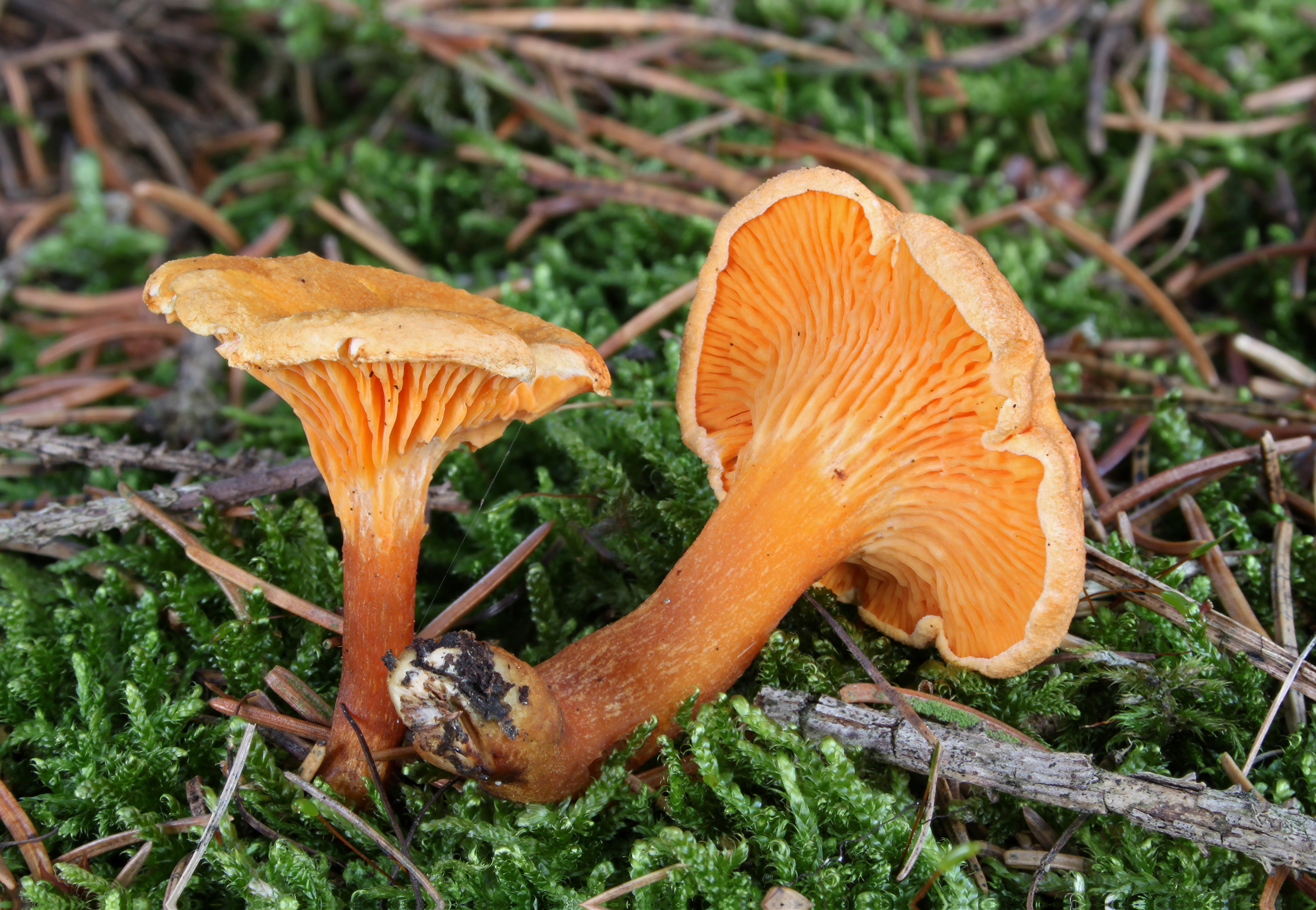
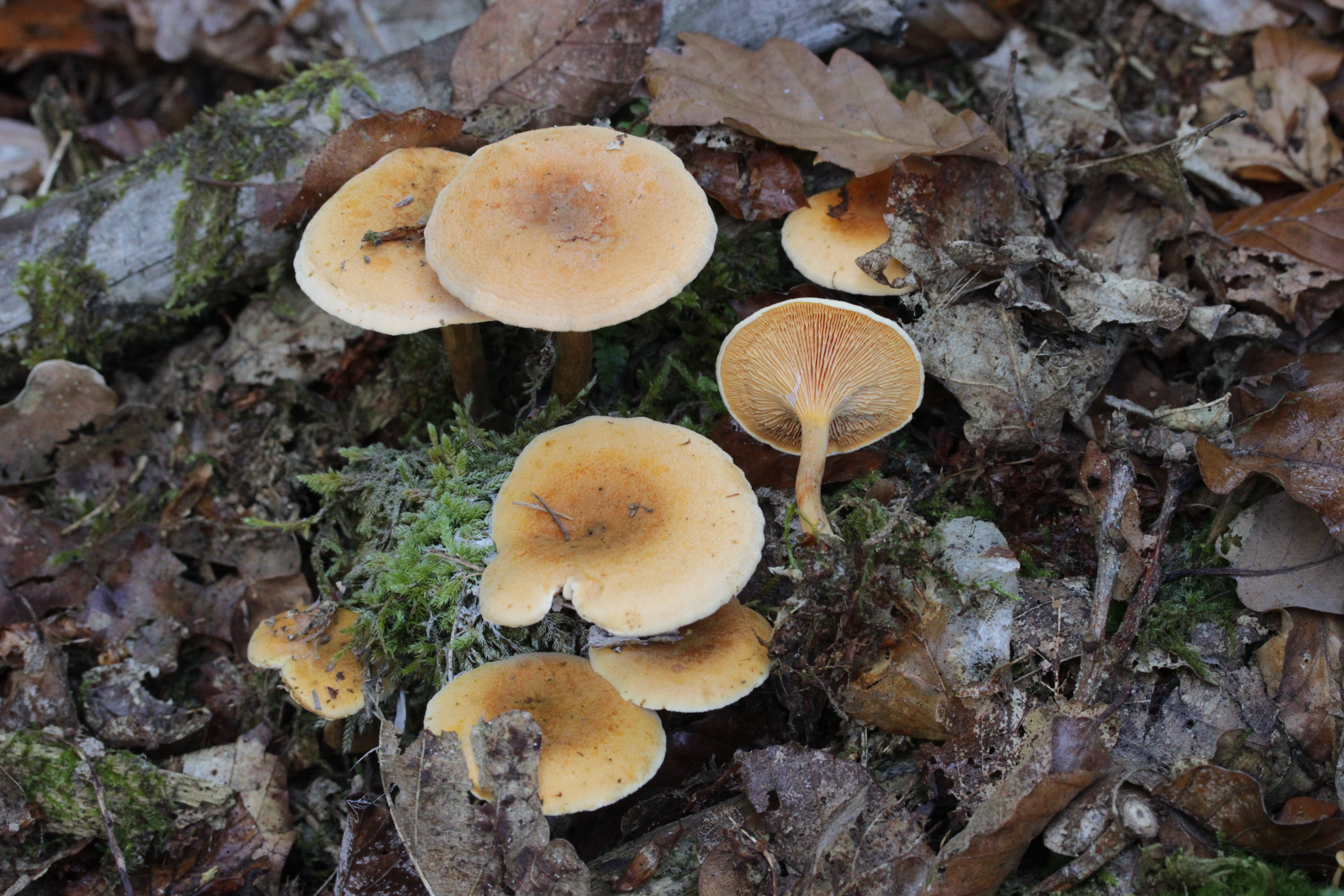
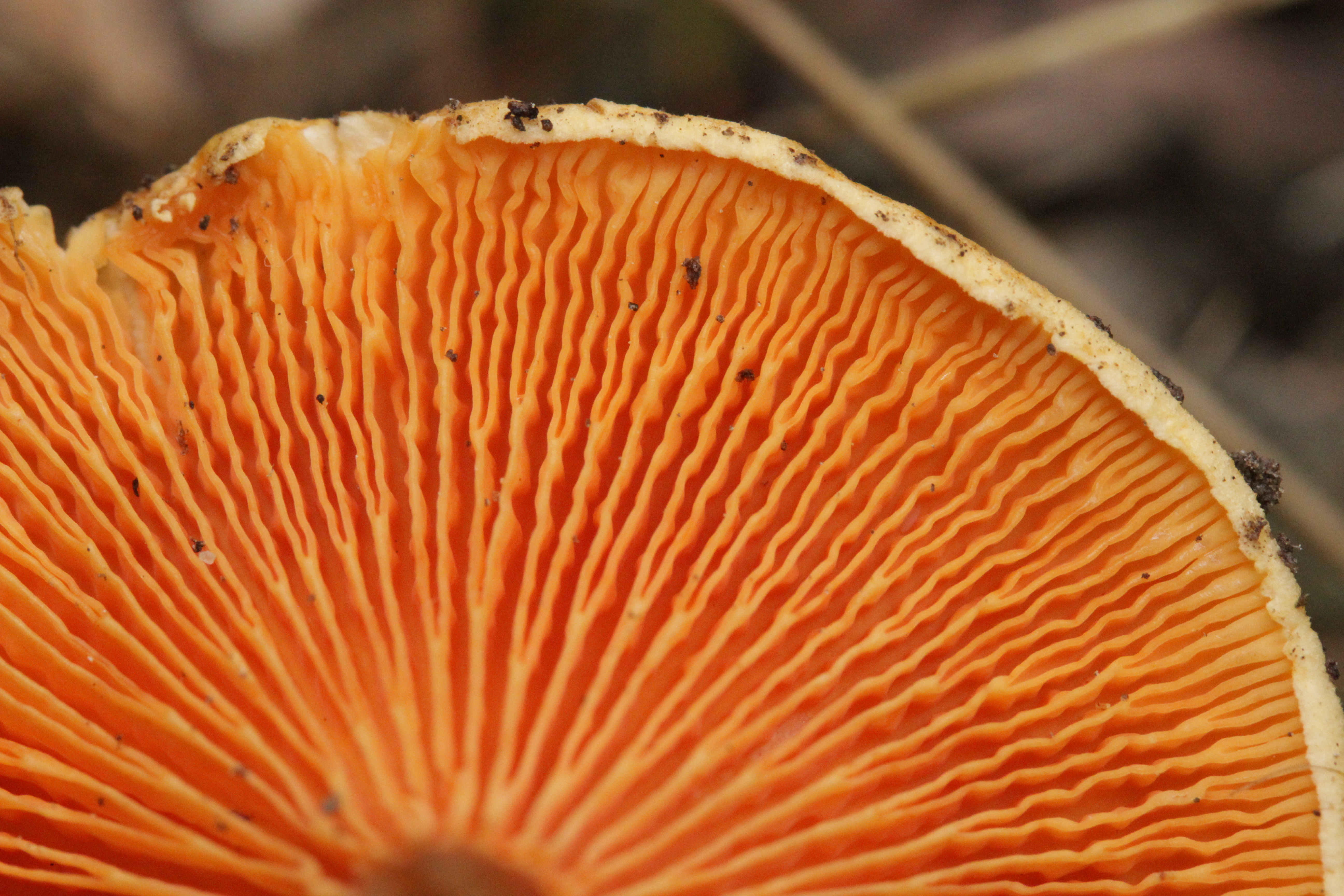
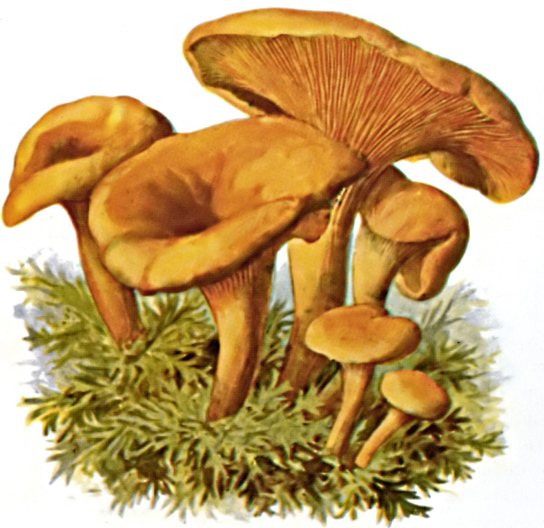